# Pyrenochaeta lycopersici
Pyrenochaeta lycopersici är en svampart som ingår i släktet Pyrenochaeta, ordningen Pleosporales, klassen Dothideomycetes, divisionen sporsäcksvampar och riket svampar.   Inga underarter finns listade i Catalogue of Life.
Pyrenochaeta lycopersici är en allvarlig växtpatogen som orsakar sjukdomen korkrot på tomat. Patogenen isolerades första gången 1929, men arten beskrevs inte förrän 1966.  Svampen har även isolerats från växter där den inte tycks leda till sjukdom, till exempel spanskpeppar, tobak, aubergine, melon, gurka, spenat, squash, spikklubba och safflor . Svampen överlever med hjälp av mikrosklerotier, som troligen är infektionsdugliga i 10-15 år. P. lycopersici är långsamväxande och mycket konkurrenssvag men orsakar trots det stora skador på tomatrötter. Skadorna förhindrar växtens upptag av vatten och näring och leder till minskade skördar. Sjukdomen kan mildras genom biologisk bekämpning.